# Joel Estay
Joel Antonio Estay Silva (Cabildo, Chile, 12 de marzo de 1978) es un exfutbolista chileno que jugaba de delantero. Su último club fue Trasandino de la Segunda División del fútbol chileno.

## Trayectoria
Comenzó su carrera futbolística en el año 1999 jugando por Deportes La Ligua de la Tercera División, hasta que en el año 2000 llega a Unión La Calera que se encontraba en la Tercera División. En ese mismo año Unión La Calera sale campeón de la Tercera División estando él en el plantel.
Se mantuvo jugando en La Calera hasta que a mediados de 2003 llega a las filas de Palestino de la Primera División.
Luego, en el año 2004, llega a la Universidad Católica luego de destacadas actuaciones en Palestino, formando dupla con José Luis Villanueva. A pesar de tener buenos desempeños en sus pocas apariciones con la UC, el DT Jorge Pellicer no lo considera en el plantel para la temporada 2005, por lo cual emigra del club.
Así, en 2005, llega a Everton donde fue uno de los goleadores. En dicho equipo juega hasta el año 2006.
El año 2007 forma parte del plantel de Deportes La Serena.
En 2008, Estay forma parte de Unión La Calera.
En el año 2010 lo ficha San Marcos de Arica, después pasa a préstamo al equipo de Ñublense.
En el 2011 volvió nuevamente a San Marcos de Arica
En 2012 se corona campeón del torneo de Primera B de Chile con San Marcos de Arica y logra el ascenso a la Primera División de Chile.

## Clubes
| Club                 | País  | Año       |
| -------------------- | ----- | --------- |
| Deportes La Ligua    | Chile | 1999      |
| Unión La Calera      | Chile | 2000-2002 |
| Palestino            | Chile | 2003      |
| Universidad Católica | Chile | 2004      |
| Everton              | Chile | 2005-2006 |
| Deportes La Serena   | Chile | 2007      |
| Unión La Calera      | Chile | 2008-2009 |
| San Marcos de Arica  | Chile | 2010      |
| Ñublense             | Chile | 2010      |
| San Marcos de Arica  | Chile | 2011-2014 |
| Deportes Concepción  | Chile | 2014-2015 |
| Trasandino           | Chile | 2015-2016 |

## Palmarés

### Títulos nacionales
| Título           | Equipo              | País  | Año       |
| ---------------- | ------------------- | ----- | --------- |
| Tercera División | Unión La Calera     | Chile | 2000      |
| Primera B        | San Marcos de Arica | Chile | 2012      |
| Primera B        | San Marcos de Arica | Chile | 2013-2014 |